# Early Orbison
Early Orbison è un album di raccolta del cantante statunitense Roy Orbison, pubblicato nel 1964.

## Tracce
- Side 1

1. The Great Pretender – 3:00 (Buck Ram)
2. Cry – 2:42 (Churchill Kohlman)
3. I Can't Stop Loving You – 2:41 (Don Gibson)
4. I'll Say It's My Fault – 2:23 (Roy Orbison, Fred Foster)
5. She Wears My Ring – 2:28 (Felice and Boudleaux Bryant)
6. Love Hurts – 2:26 (B. Bryant)

- Side 2

1. Bye Bye Love – 2:12 (F. and B. Bryant)
2. Blue Avenue – 1:19 (Orbison, Joe Melson)
3. Raindrops – 2:05 (Melson)
4. Come Back to Me (My Love) – 2:27 (Orbison, Melson)
5. Summer Song – 2:43 (Orbison, Melson)
6. Pretty One – 2:17 (Orbison)